# Cebrio elenacompteae
Cebrio elenacompteae là một loài bọ cánh cứng trong họ Cebrionidae. Loài này được Compte miêu tả khoa học năm 1988.